# HC Blue No. 1
HC Blue No. 1 ist eine chemische Verbindung aus der Gruppe der Nitrofarbstoffe, die als Haarfärbemittel eingesetzt wurde.

## Darstellung
HC Blue No. 1 erhält man durch Reaktion von 4-Fluor-3-nitroanilin mit Ethylenoxid unter Bildung von N,N-Bis(2-hydroxyethyl)-4-fluor-3-nitroanilin und anschließende Umsetzung mit Methylamin.

## Eigenschaften
Der Farbstoff ist als krebserregend bekannt.

## Regulierung
Über den Safe Drinking Water and Toxic Enforcement Act of 1986 besteht in Kalifornien seit 1. Juli 1989 eine Kennzeichnungspflicht, wenn HC Blue No. 1 in einem Produkt enthalten ist.